# Liste der portugiesischen Botschafter in Burundi
Die Liste der portugiesischen Botschafter in Burundi listet die Botschafter der Republik Portugal in Burundi auf. Die Länder unterhalten seit 1975 diplomatische Beziehungen.
Erstmals akkreditierte sich ein portugiesischer Vertreter im Jahr 1977 in der burundischen Hauptstadt Bujumbura. Eine eigene Botschaft eröffnete Portugal dort nicht, der Portugiesische Botschafter in der Demokratischen Republik Kongo ist für Burundi zuständig und wird dort zweitakkreditiert (Stand 2019).

## Missionschefs
| Name                                       | Bild    | Amtszeit  | Anmerkungen                                                                   |
| Burundi                                    | Burundi | Burundi   | Burundi                                                                       |
| ------------------------------------------ | ------- | --------- | ----------------------------------------------------------------------------- |
| António Baptista Martins                   |         | ab 1977   | Botschafter mit Amtssitz Kinshasa, am 21. Juli 1977 in Bujumbura akkreditiert |
| Luís Quartim Bastos                        |         | ab 1982   | Botschafter mit Amtssitz Kinshasa, am 13. Mai 1982 in Bujumbura akkreditiert  |
| José Manuel Duarte de Jesus                |         | ab 1990   | Botschafter mit Amtssitz Kinshasa, 1990 in Bujumbura akkreditiert             |
| João Carlos Bessa Pinto Versteeg           |         | ab 1996   | Botschafter mit Amtssitz Kinshasa                                             |
| Francisco Domingos Garcia Falcão Machado   |         | ab 1999   | Botschafter mit Amtssitz Kinshasa, 2001 in Bujumbura akkreditiert             |
| Alfredo Manuel Silva Duarte Costa          |         | ab 2004   | Botschafter mit Amtssitz Kinshasa                                             |
| João Manuel Pina Perestrello Cavaco        |         | ab 2008   | Botschafter mit Amtssitz Kinshasa                                             |
| João José Cabral de Albuquerque Côrte-Real |         | ab 2013   | Botschafter mit Amtssitz Kinshasa                                             |
| António Gaspar Inocêncio Pereira           |         | seit 2017 | Botschafter mit Amtssitz Kinshasa                                             |